# Budínský hrad
Budínský hrad (maďarsky Budai Vár, turecky Budin kalesi) je historický hrad, někdejší palác a sídlo uherských králů, nazývaný též Královský palác (maďarsky Királyi-Palota) či Královský hrad (maďarsky Királyi Vár). Nachází se v maďarském hlavním městě Budapešti. V roce 1987 se stal Budínský hrad se starým Budínem součástí Světového dědictví UNESCO. Hrad byl vyhlášen jako jeden z 10 nejkrásnějších v Evropě.

## Poloha
Budínský hrad leží na jižním cípu Hradního vrchu (Várhegy). S náměstím Clark Adám tér, ležícím pod vrchem na pravém břehu Dunaje, je spojen lanovkou. Pod hradem je známý Széchenyiho řetězový most. Hrad je jednou z dominant celé Budapešti.

## Název
Hrad má svůj název podle Budína, původně samostatného města, které bylo v roce 1873 spojeno s Peští do jednoho celku (Budapešti). 

## Popis a struktura komplexu

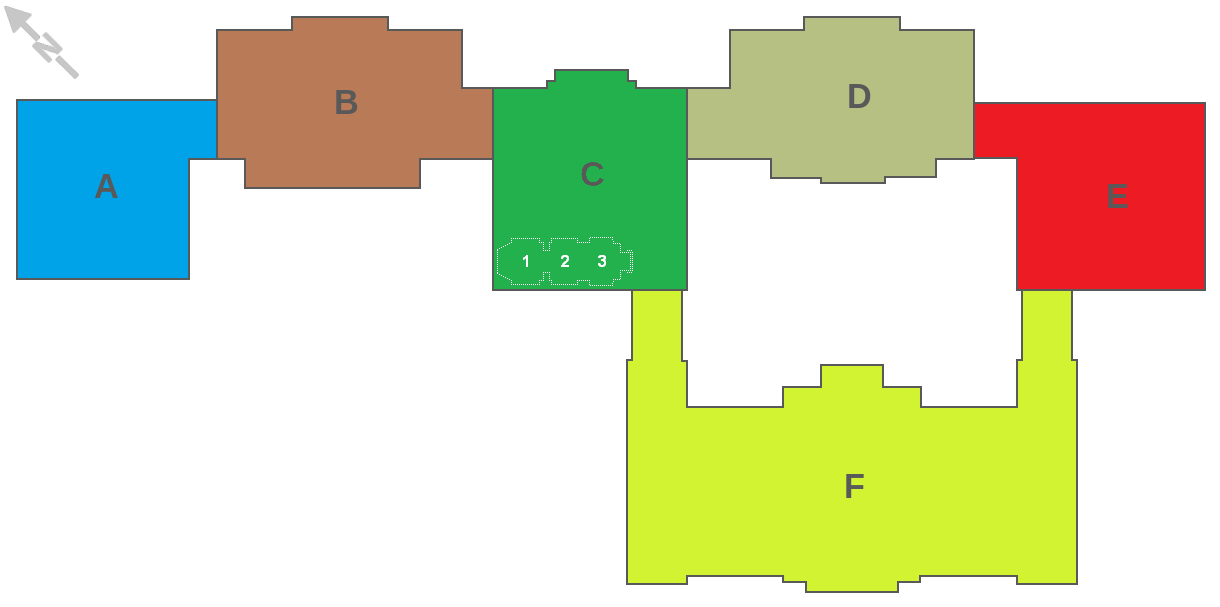
Schéma částí hradu.

Hrad se skládá z šesti částí (křídel). Nejstarší z nich vznikla v letech 1714 až 1715.
Další dvě byla přistavěna za vlády císařovny Marie Terezie v 50. letech 18. století. Poslední dvě části potom vznikly v 90. letech 19. století a vyprojektoval je Alajos Hauszmann.
Zámek spojuje prvky barokní a renesanční architektury. Je impozantní svými rozměry a nese titul „největší hrad v Maďarsku“. 400 metrů dlouhý a až 200 metrů široký komplex je rozdělen na hlavní nádvoří a vnější části. Ty byly od sebe dříve odděleny příkopy.
Lví bránu nechal postavit v roce 1904 maďarský sochař János Fadrusz. Brána a nádvoří dostaly své jméno podle čtyř soch lvů, které střeží průchod.
Již z dálky je vidět kupole paláce, který byl po válce přestavěn v neoklasicistním stylu. Původní kupole byla neobarokní a byla korunována stylizovanou svatoštěpánskou korunou, ale jako mnoho částí komplexu budov padla na konci války za oběť válečnému ničení.
Pod hradem se nachází rozsáhlý komplex podzemních chodeb, který je přístupný veřejnosti, a který byl využíván od turecké okupace Uher.

## Historie

### Nejstarší dějiny

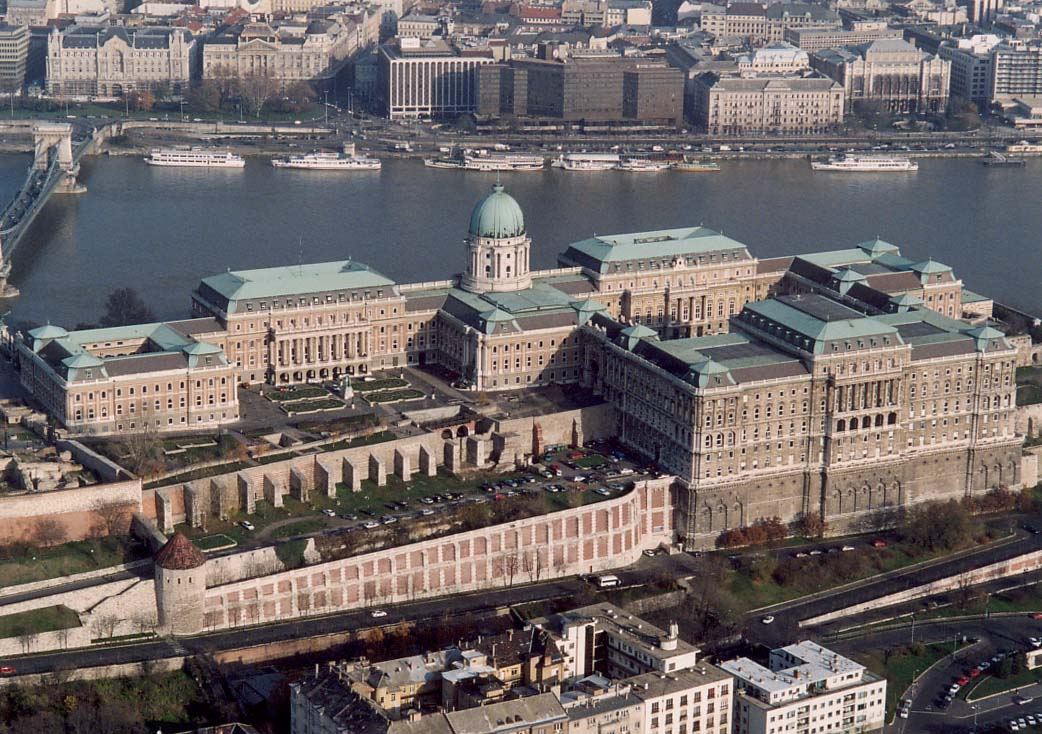
Budínský hrad

Původní hrad byl postaven za vlády uherského krále Bély IV. v letech 1244–1265. Dodnes se neví, zdali se nacházel tento palác v jižní, nebo severní části hradu. Za krále Zikmunda Lucemburského byl palác značně rozšířen. Ve své době to prý byl největší soubor gotických paláců na světě.[zdroj?] Jeho součástí byla i velkolepá síň až 80 m dlouhá a 20 m široká. Palác byl budován v letech 1410 až 1420 (přibližně) a některé dílčí práce probíhaly ještě roku 1437. Označován byl ve středověké maďarštině jako fricz palotha. Objekty byly vybaveny množstvím soch, nalezených při archeologických výzkumech v roce 1974. Další přestavby a rozšíření se areál hradu dočkal za krále Matyáše Korvína. Tentokrát byly gotické prvky upraveny do podoby renesanční. Na hradě sídlil po roce 1490 také jeho nástupce z české linie Jagellonců – král Vladislav II. Jagellonský a jeho syn, nástupce Ludvík Jagellonský, kteří v Budíně nadále vedli honosný dvůr. Opravy hradu inicioval Jan Zápolský.

### Zničení středověké rezidence za válek s Turky
Po bitvě u Moháče v roce 1526 a smrti  dvacetiletého krále Ludvíka (utopil se v bažině při svém útěku z bitvy) se část středověkého maďarského království postupně stala součástí Osmanské říše. Následovníci Jagellonců Habsburkové přesídlili v následujících desetiletích definitivně do bezpečnějšího Prešpurku, tj. dnešní Bratislavy, a hrad po roce 1540 definitivně osiřel. Budín obsadila turecká okupační vojska, ale osmanská vláda palác jako své sídlo nevyužívala. Místní bronzové sochy nařídil sultán odvést do Istanbulu (kde byly později při povstání zničeny). 
Hrad byl částečně používán jen jako kasárna, zbrojnice a stáje, ovšem jinak velmi chátral a byl opuštěný. V roce 1578 do budovy paláce uhodil blesk, došlo k výbuchu místnosti se střelným prachem, palác byl víceméně srovnán se zemí a zemřelo 2000 lidí. Turci stavbu nazvývali jako Iç Kala (vnitřní pevnost) a Hisar Peçe (citadela). Oficiálně byl používán název Seray meydani (palácové náměstí) a mezi místními byl přezdíván jako Palác zlatých jablek.
Fortifikační systém hradu byl nicméně rozšířen a upraven tak, aby mohl odolávat dalším útokům. Útoky křesťanských armád dokázal hrad odrazit. Obléhán byl celkem čtyřikrát (1542, 1598, 1603 a 1684), každé obléhání způsobilo značnou škodu celému komplexu. 
V roce 1686 byl hrad při válečných událostech zničen, mimo jiné výbuchem muničního skladu. Řada doposud zachovalých středověkých hradních budov se zřítila nebo vyhořela.

### Obnova v 18. a 19. století

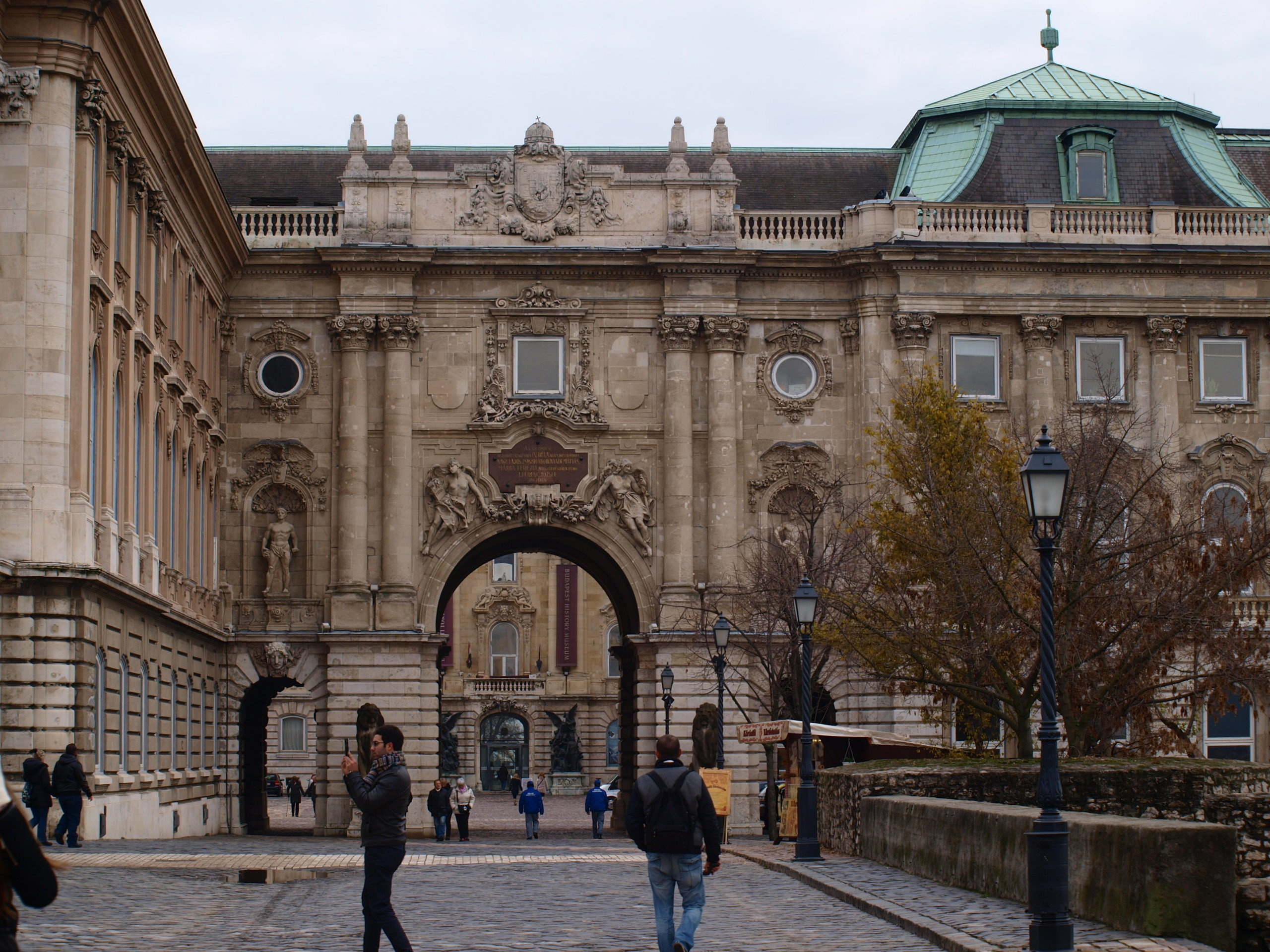
Barokní část paláce

Trosky celé stavby byly nicméně po nějakou dobu ještě ve stavu, kdy by bylo možné celý komplex obnovit. Finální ránu ale zasadilo více než deset let, kdy byly trosky vystaveny povětrnostním vlivům. Za vlády uherského krále Karla III. (císař Karel VI.) byly proto, po trvalém znovudobytí okupovaných Uher, zdemolovány i zbylé ruiny někdejšího středověkého sídla. Práce na demolici probíhaly postupně v letech 1711 až 1740. Kromě toho ale vznikly i nové budovy. V roce 1715 byl postaven menší barokní palác na místě současného hradu, jenž měli členové habsburského rodu při svých občasných návštěvách Budína používat. Budova v roce 1723 vyhořela a její okna byla zazděna, aby nedocházelo k dalšímu ničení stavby prostřednictvím povětrnostních vlivů. Dobové kresby dochovávají částečně zničený palác, jindy je v idealizované podobě dokreslen. Jeho střecha byla nakonec opravena někdy kolem roku 1730. V roce 1748 nechal vysoký uherský úředník – kníže Antonín Grasalkovič zámek rozšířit.
V roce 1769 byl dokončen kostel, který je zasvěcen svatému Zikmundovi. Arcivévoda Josef Anton  nechal v roce 1838 přebudovat místní kryptu na pohřebiště své i svých potomků. Dodnes jsou zde uloženy ostatky 26 lidí.
Dne 4. května 1849 uherská revoluční armáda pod vedením Artura Görgeyho obsadila budínský hrad. Přes velkou snahu budapešťských vojáků ale barokní palác vyhořel. Později byl v letech 1850–1856 palác poměrně rychle znovu obnoven a přestavěn. V roce 1867 hrál královský palác důležitou roli při korunovaci Františka Josefa I. uherským králem a stal se symbolem míru mezi Habsburskou dynastií a maďarským národem a tím i rakousko-uherského vyrovnání.

### Monumentální přestavba – hrad symbolem uherského státu

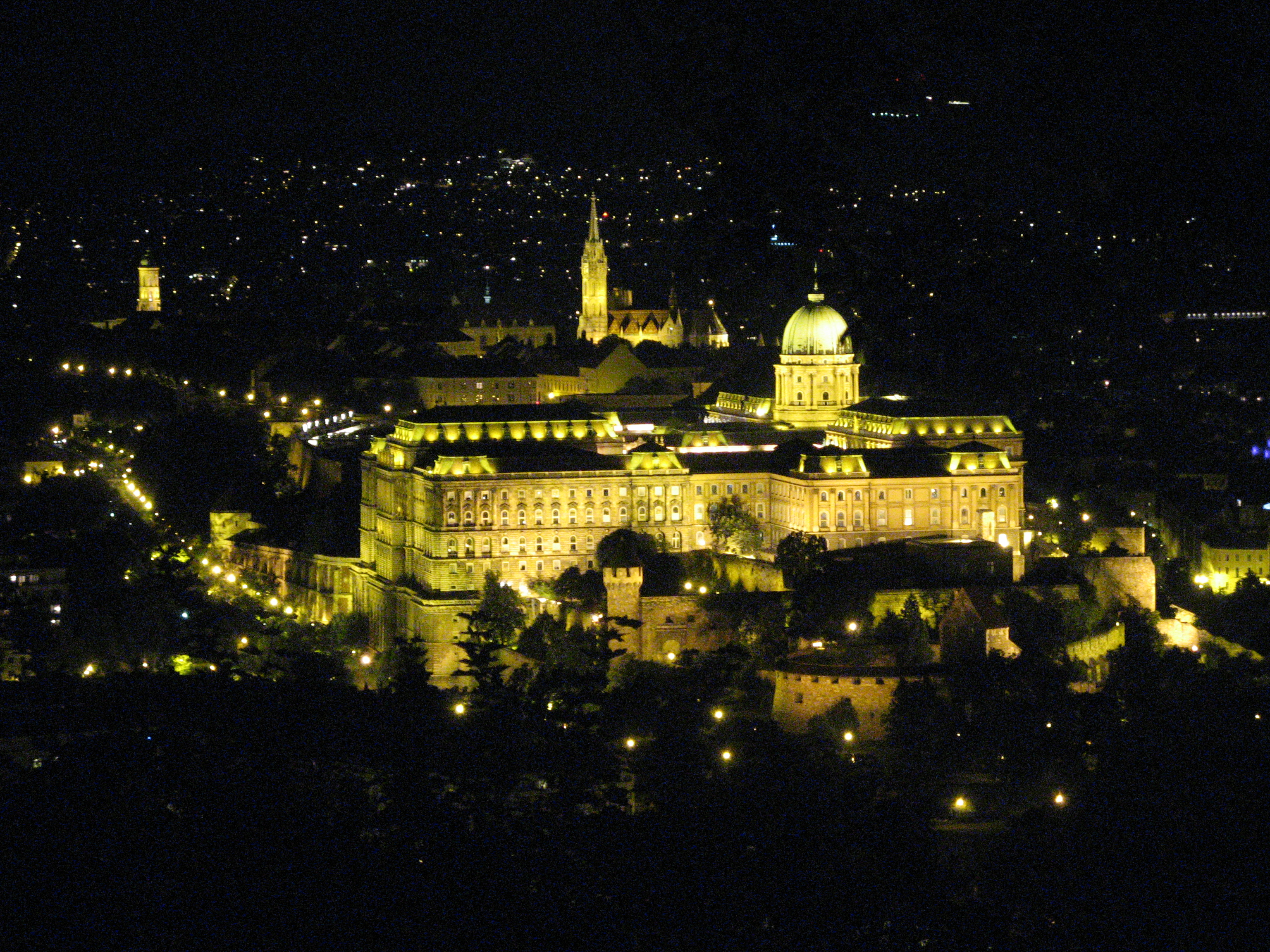
Noční pohled na hrad

V posledních desetiletích 19. století zamýšlela autonomní uherská vláda vytvořit královský palác, který by v sobě obsáhl prvky ostatních známých evropských královských sídel, které měl nejen napodobit, ale i předstihnout. Vlastní proces přestavby Hradního vrchu začal v roce 1875 a přijaté návrhy architekta, profesora a člena Maďarské akademie věd Alajose Hauszmanna a Miklóse Ybla způsobily rozsáhlé topografické změny v celé oblasti hradního návrší. Původní palác byl mnohonásobně zvětšen, jen ve směru k Dunaji se jeho délka více než zdvojnásobila. Hauszmann pak završil stavbu (poněkud bizarní a spornou) vysokou kupolí, postavenou uprostřed pohledové fronty paláce ve směru od Dunaje. Obrovské královské sídlo bylo slavnostně otevřeno v roce 1912 a přiřadilo se k nejpřepychovějším a největším panovnickým rezidencím světa. I kritici jej chválili jako nejvýznamnější budovu Maďarska z přelomu století.[zdroj?]

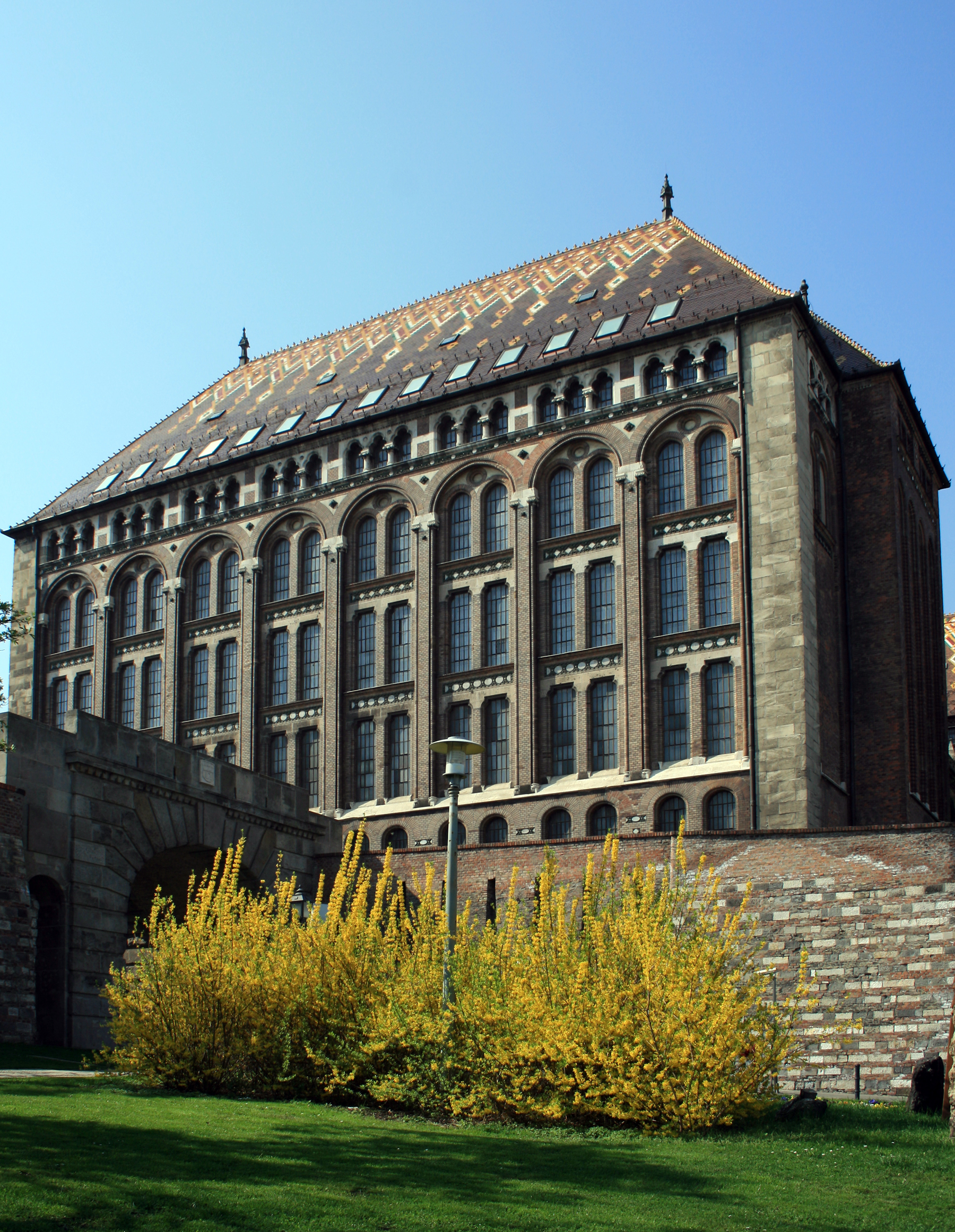
Maďarský státní archiv na hradu

Po sesazení Habsburků došlo i k rozpadu a zániku původního Uherského království. Po roce 1918 byl palác používán k reprezentaci regentské vlády nového horthyovského Maďarska.

### Katastrofální druhé zničení Budínského hradu
Hrad přečkal druhou světovou válku téměř až do svého konce. Během budapešťské operace na konci roku 1944 a začátku roku 1945 se nicméně stal místem tuhých bojů. Vzhledem k tomu, že v podzemí hradu se nacházelo velitelství německé armády a německá armáda se z hradu bránila byl jasným cílem pro postupující Rudou armádu. Většina hradu byla tak zničena, historický nábytek a další hodnotné prvky byly zničeny nebo shořely. 

### Novodobá obnova

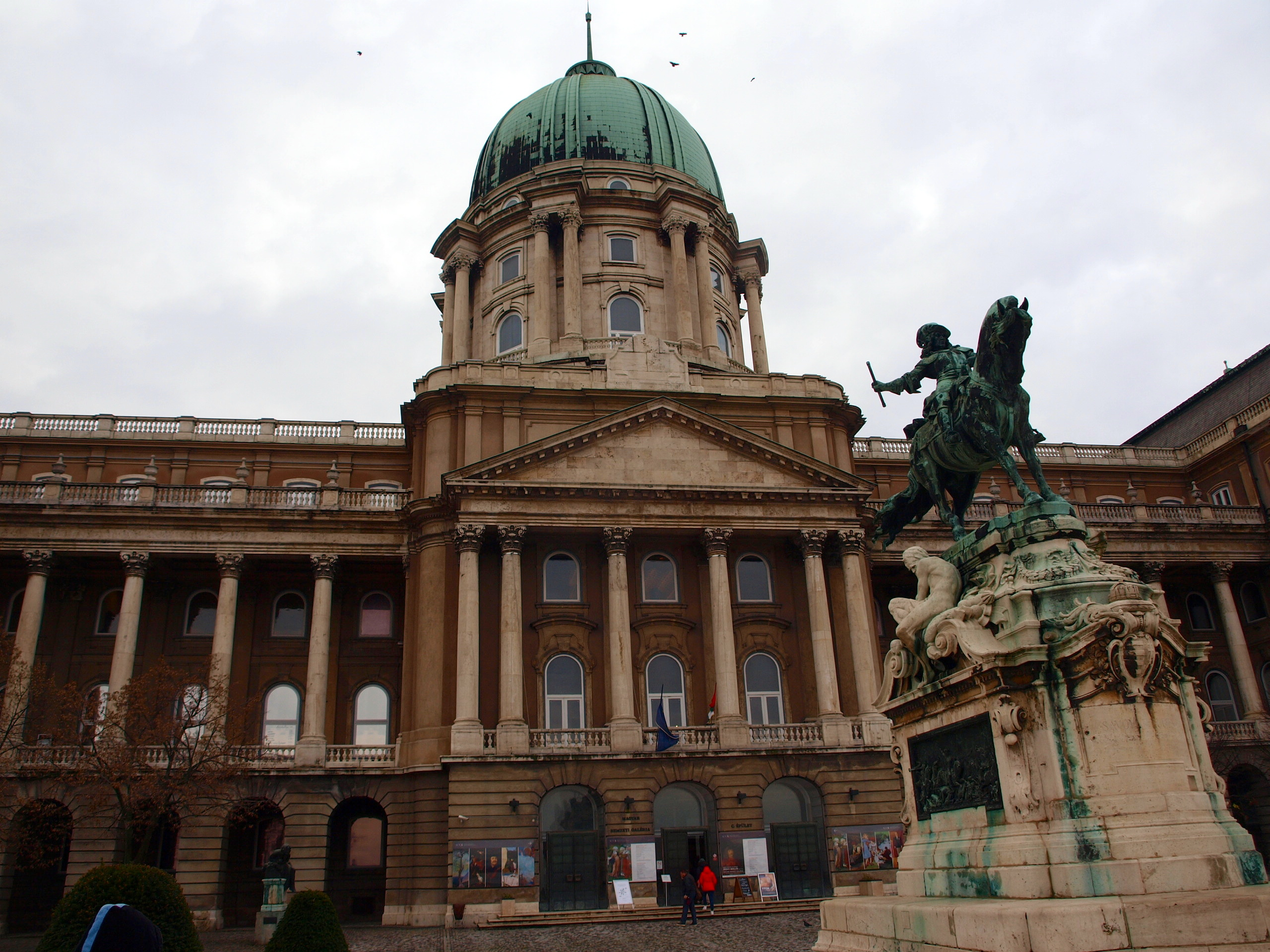
Současná podoba hradu, v popředí jezdecká socha Evžena Savojského

Samotný hrad byl za války částečně zničen a i interiéry byly velmi poškozeny. Proto bylo rozhodnuto, že se po záchranné rekonstrukci sídlem Budapešťského historického muzea a Maďarské národní galerie. Rozhodnutí o obnově a přestavbě hradu padlo v roce 1948.
Palác byl po dlouhých debatách (především) z úsporných, ale i z ideologických důvodů, obnoven ve značně zredukované formě. Části, které byly symbolem moci habsburské dynastie byly totiž považovány za ideologicky škodlivé.
Obnova probíhala až do roku 1968, kdy byl palác opět částečně otevřen veřejnosti. Mansardové střechy, zdobné fasády i kopule byly zjednodušeny, obrovská dělená okna byla nevhodně vyměněna za nedělená, některé části budov areálu byly dokonce zbořeny a samotné interiéry se renovovaly ve zcela moderním duchu. Interiéry z doby Habsburků, z nichž některé se dochovaly, byly za komunistického režimu zcela zničeny. Zaniklo tak např. habsburské schodiště, skupina postav na tympanonu na dunajské straně a štuková výzdoba oken a střešních konstrukcí na nárožních pavilonech. Přestavba znamenala pro hrad nevratné změny. Mimo jiné byla rozšířena severní budova a zrušen vstup na Szent György tér (Svatojiřské náměstí).
Protože vznikl stav, se kterým se mnoho odborníků, pamětníků, politiků i část veřejnosti nechce dosud smířit, vznikla Společnost světového dědictví, která si vytkla za cíl dát hradní budovy do stavu blízkému tomu, ve kterém se areál nacházel před rokem 1944. V roce 2006 bylo nakonec rozhodnuto o renovaci zámku. Podle plánů měla být obnovena sporná neobarokní kopule dle podoby Al. Hauszmanna, již se znovu vystavělo velkolepé schodiště od řeky a obnovy se měly dočkat i některé reprezentační interiéry. Svatoštěpánský sál byl rekonstruován v roce 2021 a budova manéže v roce 2019. Nejnověji byla nově vystavěna budova strážnice gardy, zbořená v r. 1971. V roce 2024 probíhaly razantní rekonstrukční práce na budovách při Szent György utca (Svatojiřské ulici).

## Umělecká díla
Hrad má nesčetně významných uměleckých děl. Mezi ta nejvýznamnější lze zařadit následující:
- Svatotrojiční sloup
- Matyášova fontána (maďarsky Mátyás-kút) na západním nádvoří hradu vyobrazující Matyáše Korvína se skupinou lovců při lovu jelenů.
- Jezdecká socha Evžena Savojského z roku 1900.
- Socha krotitele koní z roku 1901.
- Socha turul a z roku 1905.

## Využití
Budínský hrad není sídlem žádného z úřadů ani politických představitelů země. Jeho prostory jsou nicméně využity pro řadu kulturních institucí. V areálu se dosud nachází Budapešťské historické muzeum, Maďarská národní galerie, Széchényiho národní knihovna a jiné kulturní instituce.
Budapešťské historické muzeum je umístěno v jižním křídle (E) budínského hradu (v budově E) a zabírá celkem čtyři poschodí. Představuje dějiny metropole od svých počátků až do moderní doby. Součástí výstavních prostor je i královská kaple s gotickým sálem. 
Maďarská národní galerie zabírá prostory v budovách A, B, C a D. Muzeum představuje dějiny maďarského umění od 11. století až do současnosti, zvláštní expozice se soustředí na gotické oltáře. Muzeu patří také i palatýnská krypta, jediný interiér, který přečkal druhou světovou válku.
Széchényiho národní knihovna je umístěna v budově F. Umístěny jsou zde vzácné a historické knihy, rukopisy, kodexy a další. Původní Korvínova knihovna (Bibliotheca Corviniana) se nacházela na středověkém budínském hradě. Její fond zde čítá na 2 miliony knih.
V minulosti sídlilo na hradě i Muzeum dělnického hnutí a Ludwigovo muzeum. První uvedené se sem nastěhovalo v roce 1977 a zaniklo v roce 1990 a druhé se odstěhovalo v roce 2005.